# Pianola

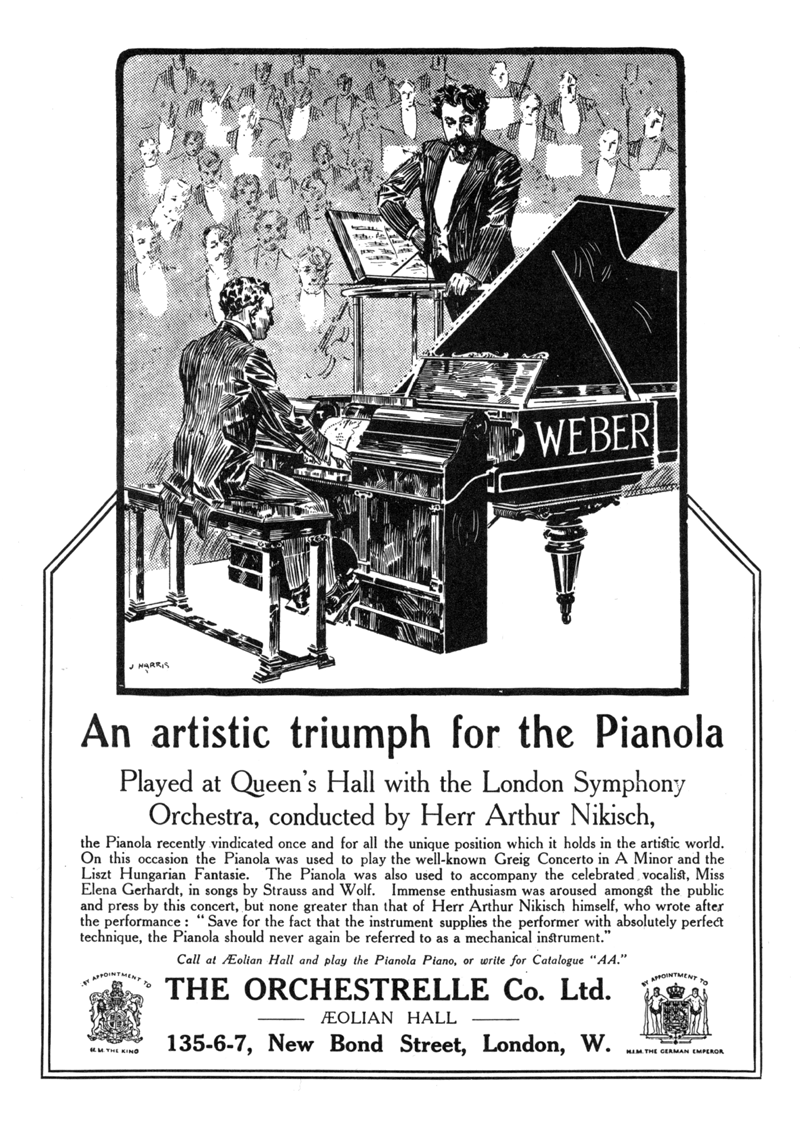
Reklama pianoli-przystawki z 1912 roku

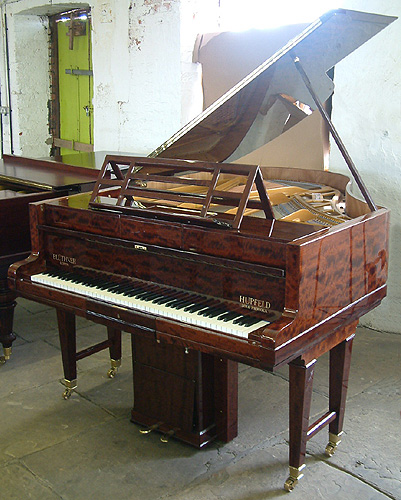
Pianola Blutnera

Pianola (wł. piano – cicho) – mechaniczny instrument muzyczny z końca XIX wieku. Odtwarzał utwory nagrane na perforowanej taśmie papierowej z wycięciami odpowiadającymi wysokości i czasowi trwania dźwięków, która przesuwała się nad cylindrem z otworami, połączonymi rurkami z mechanizmem fortepianu. Wpadający strumień powietrza wprawiał młoteczek w ruch (młoteczek uderzał w strunę). Był on utrzymywany przy konkretnej strunie do czasu, gdy wycięcie się skończyło i taśma przesuwając się zakryła otwór, czyli przerwała strumień powietrza.
Powstawały takie efekty jak np. akordy złożone z kilkudziesięciu dźwięków lub jednoczesne brzmienie wszystkich rejestrów fortepianu.
Wstęga papieru z zapisanym utworem ma otwory tak rozmieszczone, że każda linia i naniesione na niej otwory odpowiada jednemu dźwiękowi. Im bardziej z prawej strony umieszczone były otwory, tym wyższemu odpowiadały dźwiękowi.
Podczas odtwarzania melodii wstęga przesuwała się z góry w dół, a pianista napędzał mechanizm za pomocą naprzemiennie wciskanych pedałów (były też rozwiązania niewymagające nieustannego pedałowania). Mniej więcej na środku okienka, w którym zakładało się rolkę, była listwa z otworami i aktualnie grane dźwięki były reprezentowane przez te otwory, które przesuwały się dokładnie nad listwą. Podczas odtwarzania napędzany był również mechanizm klawiszy, przez co instrument zachowywał się tak, jakby pianista na nim grał. Czasem na wstędze papieru były naniesione informacje takie jak tytuł utworu, słowa piosenki itd.
Instrument był znany od XIX wieku (został opatentowany przez amerykańskiego konstruktora E.S. Voteya w 1897 roku). Zupełnie wyszedł z użycia, jednak wciąż istnieją działające egzemplarze pianoli.
 Na początku XX wieku pianole wykorzystywane były do zapisywania wykonań sławnych wirtuozów.
W XX wieku sporadycznie powstawały oryginalne utwory na pianolę np. Toccata op. 40 P. Hindemitha.
W niektórych programach do edycji plików MIDI, takich jak Midi Orchestrator Plus, można wyświetlić ścieżkę muzyczną w postaci linii poziomych, gdzie każda linia odpowiada jednej nucie. Taki sposób reprezentacji melodii jest bardzo podobny do sposobu naniesienia nut na wstęgę do pianoli.
Oprócz pianoli jako samodzielnego instrumentu występowały także pianole będące przystawkami do fortepianu. Zasada działania takiej pianoli jest podobna do wyżej opisanej, posiada ona jednak rząd specjalnych dźwigienek, które należy wycelować na odpowiadające klawisze fortepianu. Podczas odtwarzania utworu dźwigienki te naciskają klawisze fortepianu. Reklama z 1912 roku widoczna w tym artykule przedstawia taką pianolę współpracującą z fortepianem.
Istnieją urządzenia elektroniczne sterujące pianinem lub fortepianem, które są odpowiednikiem pianoli.